# Дурні вмирають по п'ятницях
Дурні вмирають по п'ятницях (рос. Дураки умирают по пятницам) — радянський фільм 1990 року, знятий режисером Рудольфом Фрунтовим.

## Сюжет
СРСР, кінець 1980-х років. Співробітник міліції Андрій Обухов, відсидівши три роки у в'язниці за безпідставним звинуваченням, повертається додому. Його друг і колега, якого він вирішив відвідати відразу після звільнення, виявляється убитий, і Обухов знову під підозрою. Андрій змушений бігти і ховатися, звертаючись до допомоги випадкової знайомої Яни. У місті, де владні і силові структури загрузли в корупції, можна покластися тільки на себе. Андрій починає власне розслідування.

## У ролях
- Василь Міщенко — Андрій Іванович Обухів
- Оксана Фандера — Яна
- Ігор Янковський — Анатолій Ткачов, він же Бугор
- Андрій Гусєв — Рудий
- Володимир Землянікін — полковник
- Ігор Кашинцев — Боренька
- Михайло Козаков — Гелій Іванович
- Римма Маркова — тьотя Таня
- Маргарита Сергеєчева — Рита
- Євген Дегтяренко — Василь
- Борис Абрамкін — депутат Борис Наумов
- Олександр Іншаков — Макс
- Наталія Позднякова — Прокурор Позднякова
- Олександр Числов — дебіл
- Сергій Чурбаков — Хвощ

## Знімальна група
- Сценарій : Юрій Бєлєнький
- Режисер : Рудольф Фрунтов
- Оператор : Анатолій Іванов
- Композитор : Юрій Антонов